# Pitch (mecanografia)

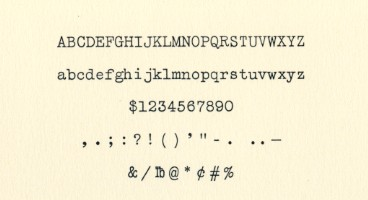
Caracters d'una font tipogràfica que imita la lletra d'una màquina d'escriure

El pitch («pas») és una unitat que mesura la densitat hortizontal d'una font monoespaiada. És equivalent al nombre de caràcters (espais, lletres, números i signes ortogràfics) que caben en una polzada de text, per la qual cosa sovint s'hi fa referència amb el símbol cpi, de l'anglès caracters per inch («caràcters per polzada»). S'usa per a designar la grandària de la font de les màquines d'escriure (com a resultat del seu pas), així com d'algunes impressores.
En les màquines d'escriure, els pitches més freqüents són de 10 i 12 cpi, anomenats pica i elite, respectivament. Aquesta pica no s'ha de confondre amb la mesura tipogràfica que rep el mateix nom, equivalent a 12 punts tipogràfics.
Com que el pitch només mesura la densitat horitzontal de la font o el pas de la màquina, dos fonts poden tenir pitches distints però la mateixa grandària o altura de la x. Així, la majoria de fonts mecanogràfiques, indistintament del pitch, resulten en sis línies de text per polzada vertical (sense interlínia).